# The Chase
A The Chase a Doctor Who sorozat tizenhatodik része, amit 1965. május 22-e és június 26-a között sugároztak hat epizódban. Ebben a részben szerepelt utoljára William Russel mint Ian Chesterson és Jacqueline Hill mint Barbara Wright. De ebben szerepelt először Peter Purves mint Steven Tyler.

## Történet
A dalekoknak sikerült téridőgépet építeni és üldözőbe venni a Tardist. A Doktor és társai menekülnek, közben a dalekokkal a nyomukban megállnak az Empire State Buildingen, a Mary Celeste nevű vitorláshajón, egy felhőkarcolónál, egy régi kísértetkastélyban, majd végül a Mechanus bolygón csapnak össze.

## Epizódok címei
- 1. rész: The Executioners (magyarul: A hóhérok)
- 2. rész: The Death of Time (magyarul: Az idő halála)
- 3. rész: Flight Through Eternity (magyarul: Az örökkévalóságon át repülés)
- 4. rész: Journey into Terror (magyarul: Utazás a terror közepébe)
- 5. rész: The Death of Doctor Who (magyarul: Dr. Who halála)
- 6. rész: The Planet of Decision (magyarul: A döntés bolygója)

## Könyvkiadás
A könyvváltozatát 1989. július 20-án adta ki a Target könyvkiadó.

## Otthoni kiadás
- VHS-en 1993-ban adták ki.
- DVD-n 2010. március 1-jén adták ki.

### Fordítás
- Ez a szócikk részben vagy egészben  a   The Chase (Doctor Who) című angol Wikipédia-szócikk fordításán alapul.  Az eredeti cikk szerkesztőit annak laptörténete sorolja fel. Ez a jelzés csupán a megfogalmazás eredetét és a szerzői jogokat jelzi, nem szolgál a cikkben szereplő információk forrásmegjelöléseként.